# Catastrofismo
El catastrofismo fue una teoría científica que sostenía que la Tierra se había formado en gran medida por eventos violentos repentinos, de corta duración, posiblemente en todo el mundo. Esto contrastaba con el uniformitarismo (a veces descrito como gradualismo), en el cual los cambios eran incrementales lentos, como la erosión, los que creaban todas las características geológicas de la Tierra. El uniformitarismo sostenía que el presente era la clave del pasado, y que todos los procesos geológicos (como la erosión) a lo largo del pasado eran como los que se pueden observar ahora. Desde las primeras disputas, se ha desarrollado una visión más inclusiva e integrada de los eventos geológicos, en la cual el consenso científico acepta que hubo algunos eventos catastróficos en el pasado geológico, pero estos eran explicables como ejemplos extremos de los procesos naturales que pueden ocurrir.
El catastrofismo sostuvo que las épocas geológicas habían terminado con catástrofes naturales violentas y repentinas, como grandes inundaciones y la rápida formación de las principales cadenas montañosas. Las plantas y los animales que vivían en las partes del mundo donde ocurrían tales eventos se extinguieron, siendo reemplazados abruptamente por las nuevas formas cuyos fósiles definían los estratos geológicos. Algunos catastrofistas intentaron relatar al menos uno de esos cambios con el relato bíblico del diluvio de Noé.
El concepto fue popularizado por primera vez por el científico francés de principios del siglo XIX Georges Cuvier, quien propuso que las nuevas formas de vida se habían trasladado desde otras áreas después de las inundaciones locales, y evitó la especulación religiosa o metafísica en sus escritos científicos.

## Antecedentes históricos
James Ussher, arzobispo anglicano de Armagh, primado de Irlanda en 1650 construyó una cronología con la que se pudiera crear una forma de conocer la historia de la Tierra y la humanidad donde estableció que la creación fue realizada en el año 4004 a. C., se creía que la edad de la Tierra, e incluso del propio universo, era de 5654 años.
La doctrina catastrofista apareció como un paradigma necesario para que la formación del universo encajase en ese lapso de tiempo.

«Que la Tierra había sufrido grandes y extraordinarios cambios durante su oscuro pasado era claramente evidente para cualquier ojo inquisitivo; pero concentrar esos cambios en unos pocos y breves milenios precisaba una filosofía hecha a medida, una filosofía cuya base era el cambio súbito y violento.»
Brown, Monnett y Stovall, 1958

Uno de los defensores de esta teoría fue Georges Cuvier, que explicó que los cambios geológicos y biológicos producidos en nuestro planeta se debían no a cambios graduales, sino a cambios repentinos y violentos, las catástrofes que dan nombre a la teoría. Además Cuvier daba base científica a las teorías fijistas y creacionistas.
Cuvier propuso que los fósiles eran el resultado de la extinción de animales creados por Yahveh (Dios) en las catástrofes bíblicas o producto de sucesivas creaciones. Así, por ejemplo, un animal que no hubiera entrado en el arca de Noé, nos dejaría ese vestigio de su existencia. Posteriormente aparecerían de nuevo otras especies totalmente diferentes a las extintas. A raíz de esta teoría se estableció la Teoría de las creaciones sucesivas.
En 1788 James Hutton publicó su Teoría sobre la Tierra donde establece el principio del uniformismo o actualismo:

«Las leyes físicas, químicas y biológicas que actúan hoy, lo han hecho también en el pasado geológico.»
Hutton, 1788

Este nuevo paradigma sustituyó al catastrofismo, de tal forma, que desde entonces es considerado el año 1788 como el nacimiento de la geología moderna.
El uniformismo requiere una cronología de mayor extensión, llegándose al concepto de tiempo profundo o geológico.